# 浦渡神社
浦渡神社（うらとじんじゃ）は、愛媛県新居浜市にある神社である。旧社格は郷社。神紋は折敷に揺り三。

## 祭神
大山祇命（おほやまつみのみこと）を主祭神とし、大雷命（おほいかづちのみこと）、高龗命（たかおかみのみこと）、天津甕星命（あまつみかほしのみこと）を配祀する。

## 概要
神社は閑静な住宅街にあって、国道11号と新居浜バイパスに挟まれている。
浦渡の森は大榊、老松、古桜など繁茂し、境内中央の鳴鐘泉（なるかねいずみ）から清水が湧出して、一幅の画を成すかのようである。
春祭には地元中学校である新居浜市立泉川中学校の創立記念奉納相撲大会が行われる。これは中学校の年初のクラスマッチと位置づけられている。
また高柳泉公園とも隣接しており、この公園は新居浜三名園の一つである。
毎年秋の新居浜太鼓祭り（10月16日 - 18日）では、神社のある上部地区の太鼓台のうち上泉連合太鼓台・下泉太鼓台・松木坂井太鼓台・喜光地太鼓台・瀬戸寿子供太鼓台・喜光地東新山子供太鼓台が集合し、宮出・宮入・かきくらべを行い、多くの見物客で賑わう。

## 由緒
勧請の時代は未詳であるが、大和の時代から神社があったと伝えられる。伊予温故録には「越知郡大三島の内浦渡神社を勧請した。大三島大山祇神社はもと浦渡神社と称し、瀬戸村に在った云々」とある。
社名式によれば「但馬国気多郡雷神社、山城国愛宕郡貴船神社、伊予国越智郡大山祇神社」とあり、予陽郡邑古考抄の菅公巡回記には「関を越え、新居郡船木明神及泉川浦渡の神より櫟津（いちいづ）の神、神戸磯宮に幣を奉り云々」とあって、讃岐守菅公の幣を奉って参拝の神社であり、大同三年（808）の棟札もある。
河野家代々の尊崇が篤く、金子備後守、松木三河守、藤田大隅守の社殿築造があり、建武、観応の頃には繁栄の社であったと云う。
天正の陣で兵火に罹り、社殿宝物など焼失したが、後に、今の社殿を文久二年（1862）に再建した。部落別に選出された選手による相撲大会が4月15日におこなわれていました。昭和8年（1933）ごろ、時の陸軍大将荒木貞夫閣下が来新された機会に、十河信二国鉄総裁のお世話により、荒木大将直筆の優勝旗が寄贈され、その優勝旗を獲得しようと各部落が競い合いました。戦後その優勝旗がどうなったかは知る由もありません。

## 境内
- 灯籠：境内入口正面前方へ約50ｍの境外に一対、太鼓橋後に一対（文政10年1827年）、玉垣前二対、注連石前に一対（明治26年1893年）、拝殿前に二対（文化12年1815年・文政7年1824年）
- 力石：境内入口の左側。奉納者・泉川村　高橋長太郎・松神子　永易三千太・西条　浅田重近
- 鳥居：境内に入ってすぐ（宝暦９年1759年）、裏から境内への入口（文化６年1809年）
- 太鼓橋：安永8年（1779年）
- 狛犬：注連石の前に一対（文久２年1862）、本殿前に一対（令和元年2019年）
- 注連石：明治16年（1883年）
- 百度石：大正7年（1919年）拝殿左前
- 拝殿・本殿
- 歌碑：大正５年（1916年）　正三位千家尊福翁の歌碑「郷社浦渡神社の基本座のな類乎祝し亭　宮柱⬜︎久世あらし⬜︎氏子濃堂てし誠をいし都恵尓し亭」（⬜︎の部分は読めない）

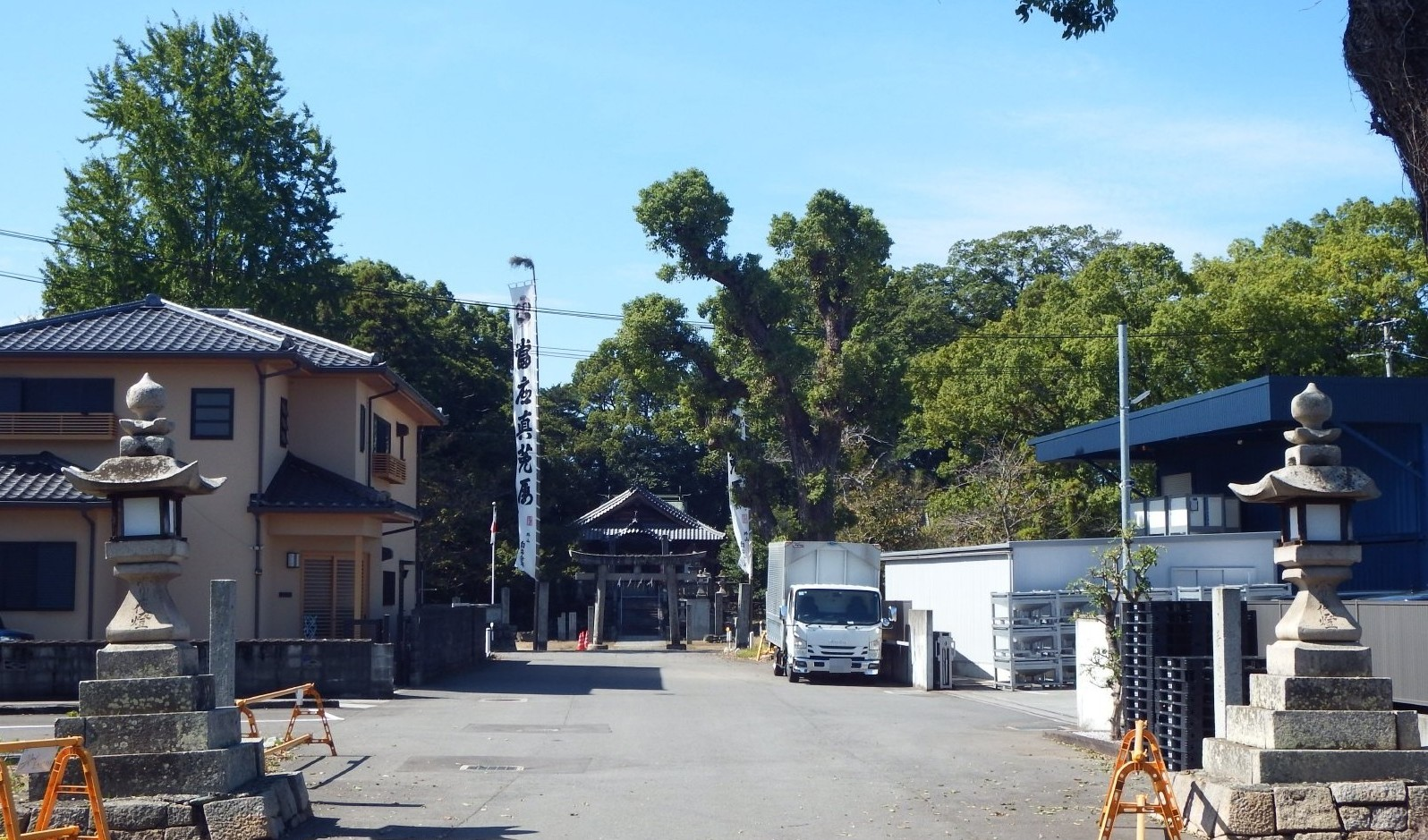
参道
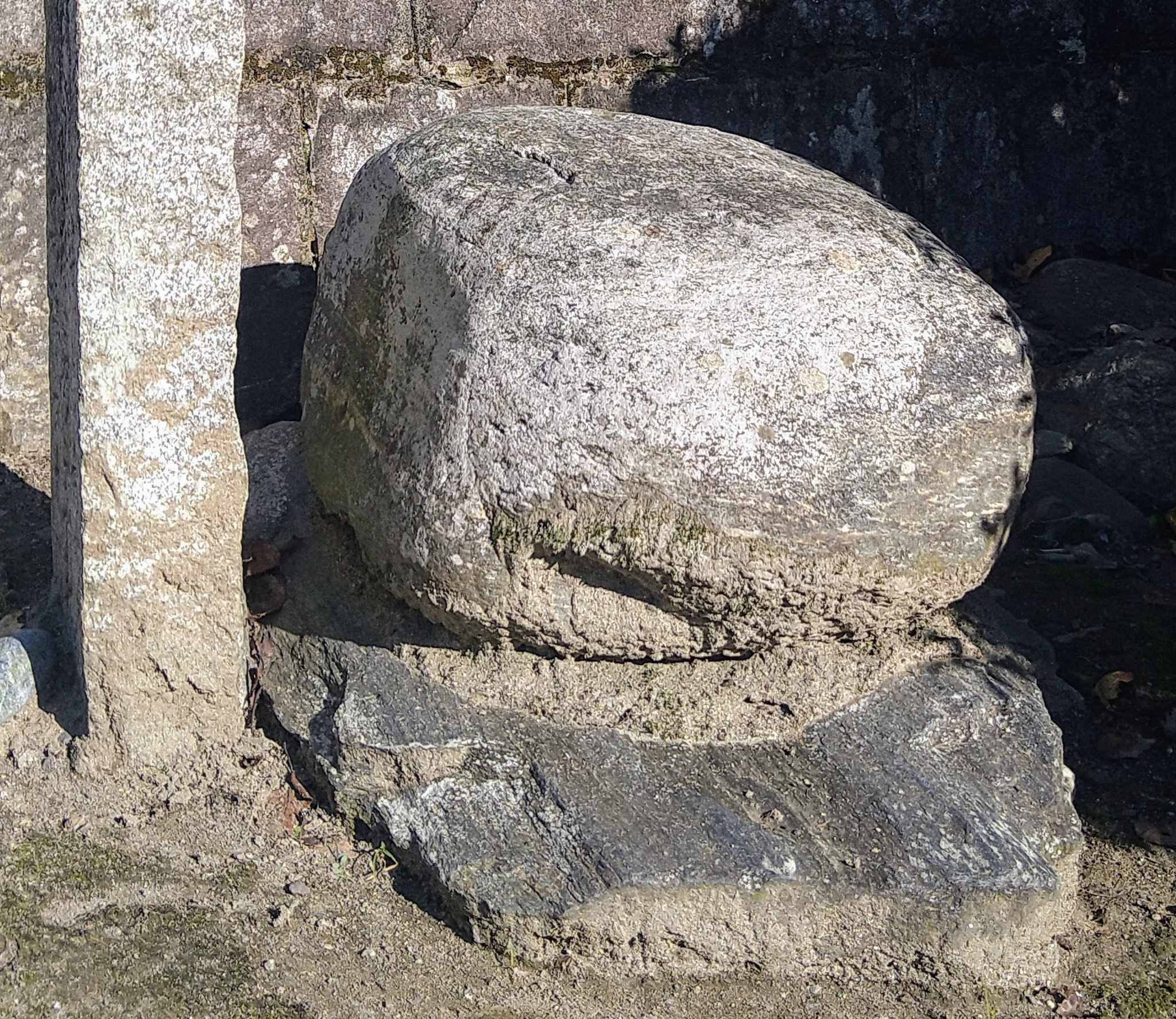
力石
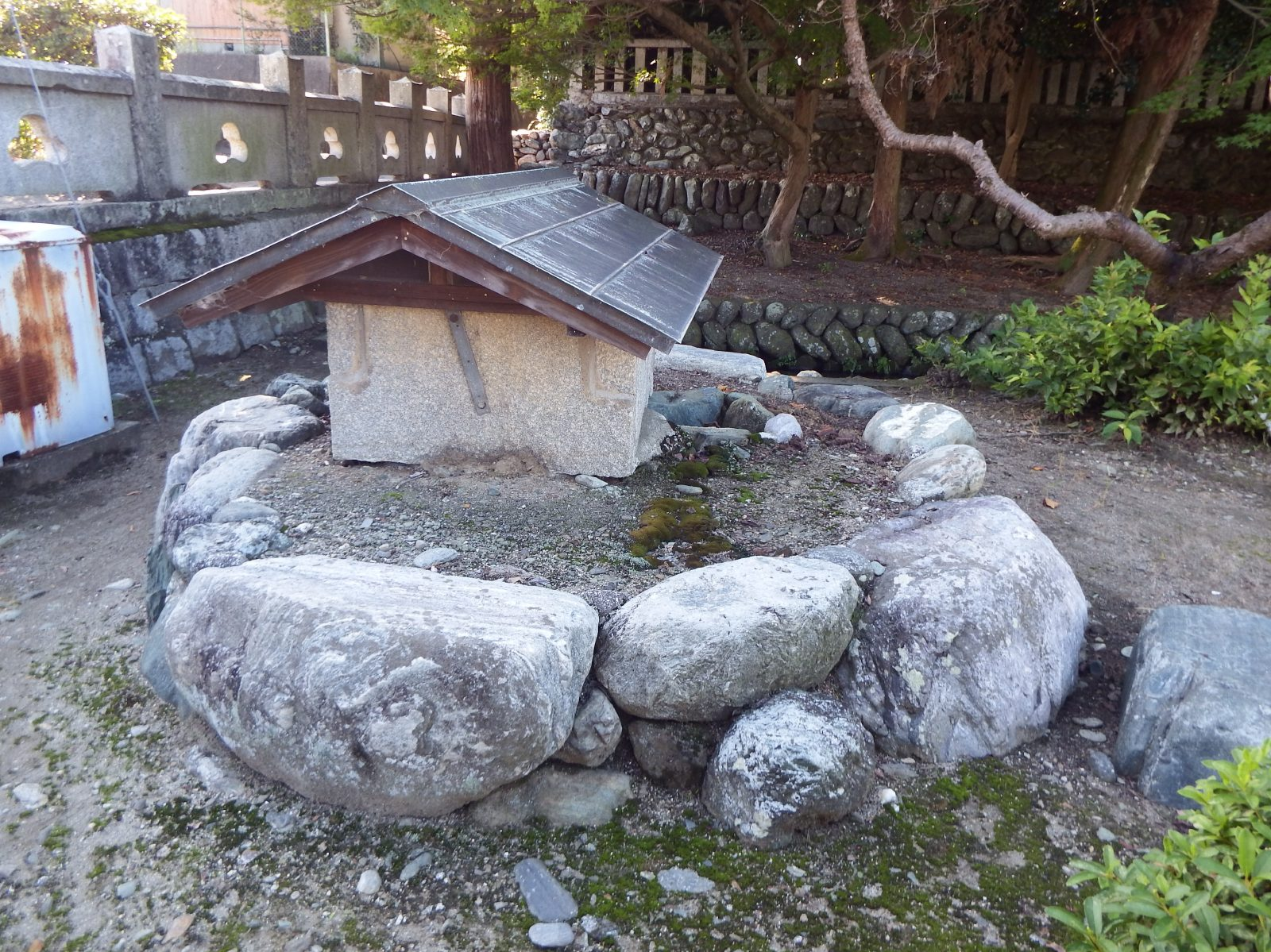
鳴鐘泉
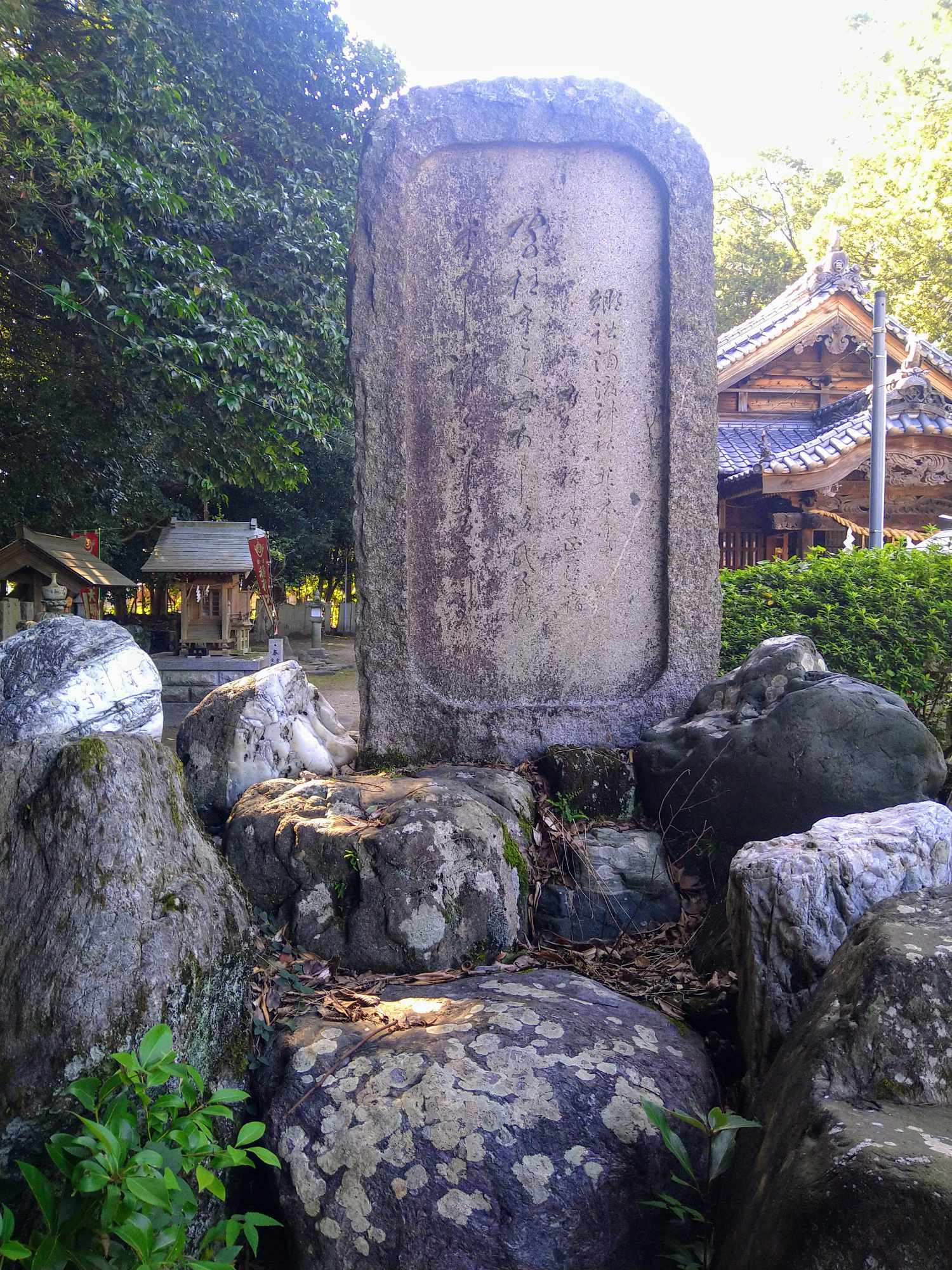
歌碑
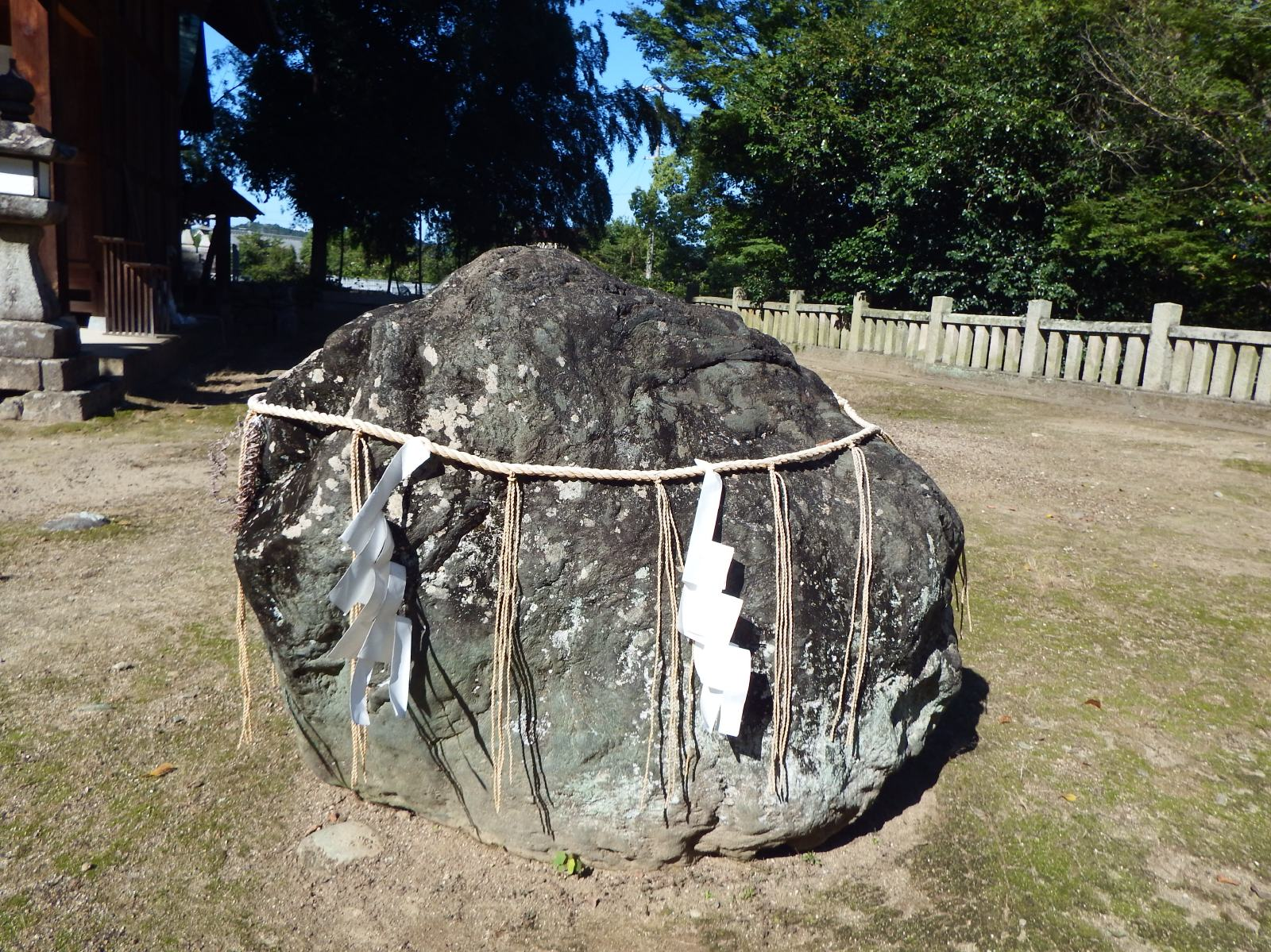
石に宿る神を祀る
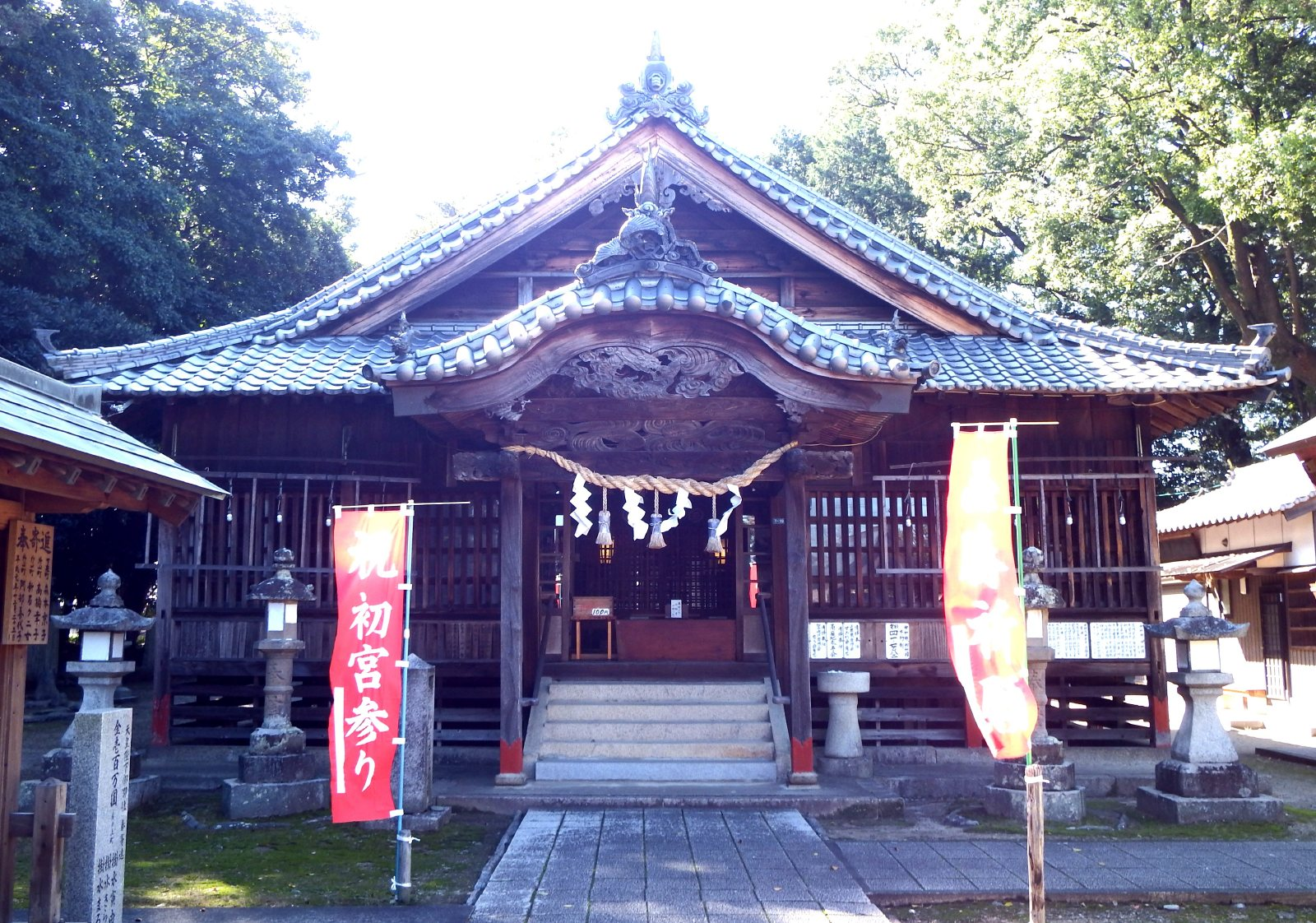
拝殿
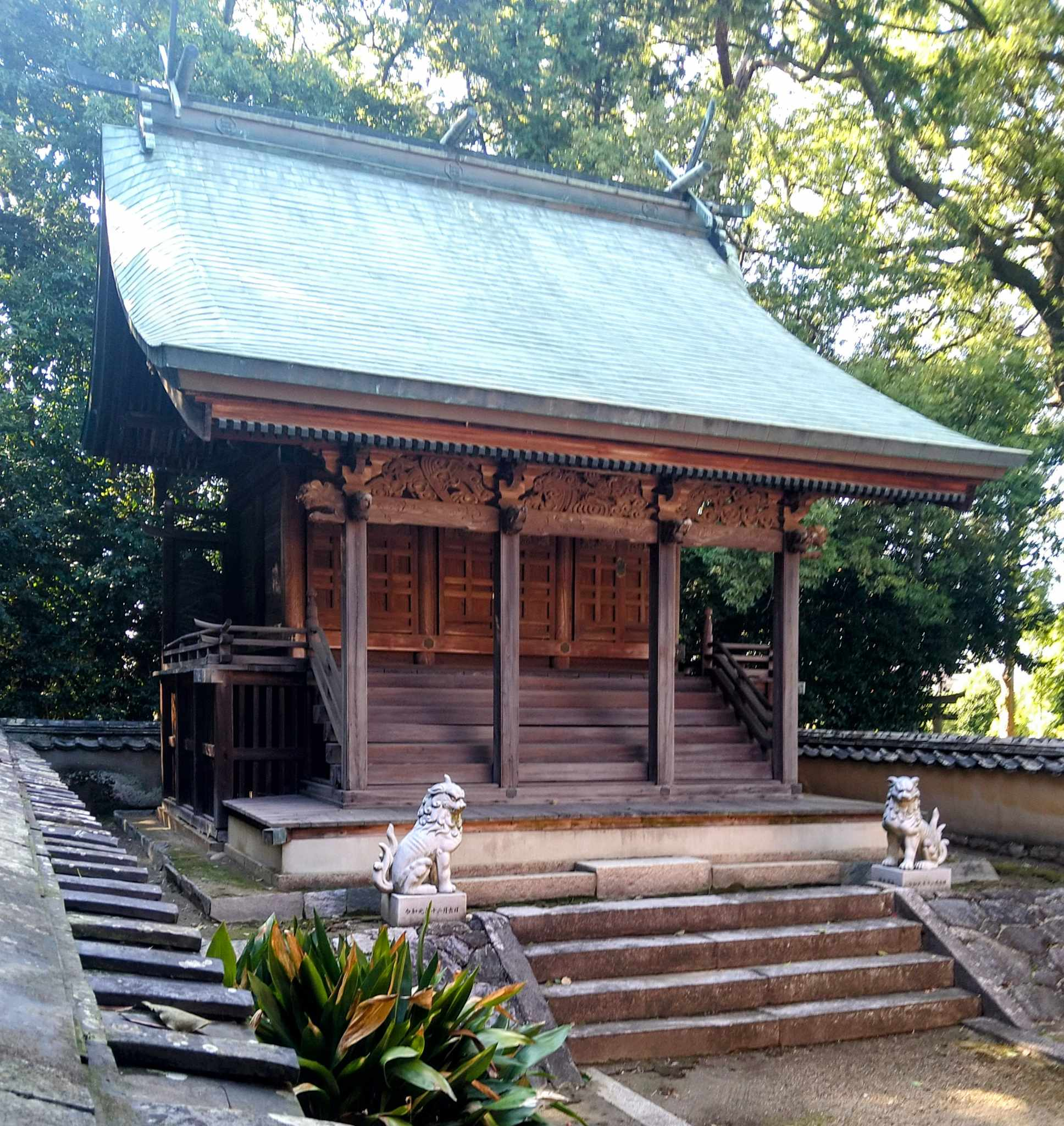
本殿

## 境内社
- 和霊神社（祭神－山家公頼公：通称　山家清兵衛公頼公、みこたまさん）、鳥居（平成8年1996年）
- 出雲神社（祭神－大国主命）：鳥居（昭和49年1974年）
- 水神社（祭神－水分神）
- 稲荷社（祭神－宇迦之御魂命）
- 神宮遥拝処（皇大神宮内宮・祭神－天照皇大御神・豊受大神宮外宮・祭神－豊受大御神）
- 粟島神社（祭神－少彦名命）：境内南側外

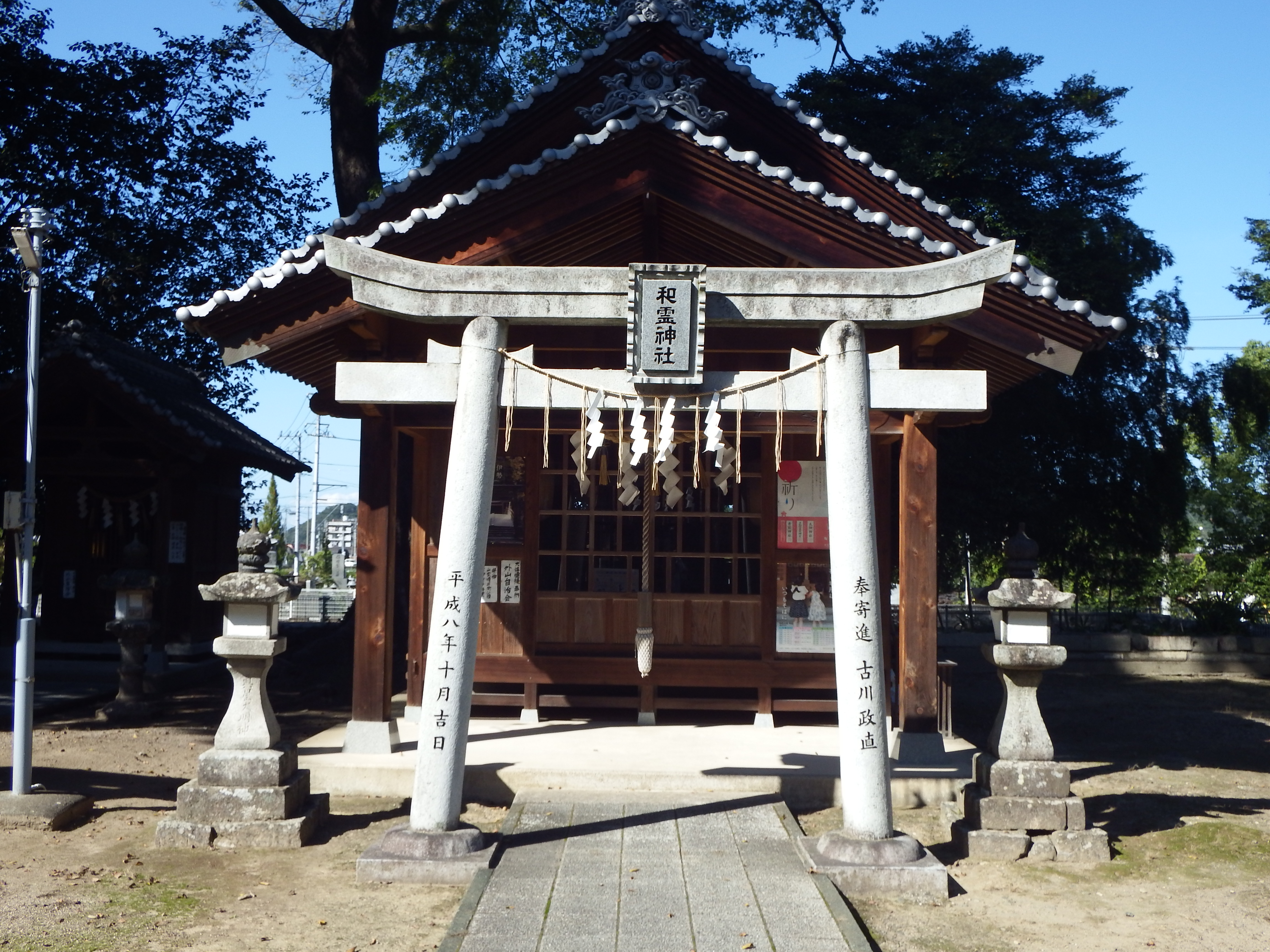
和霊神社
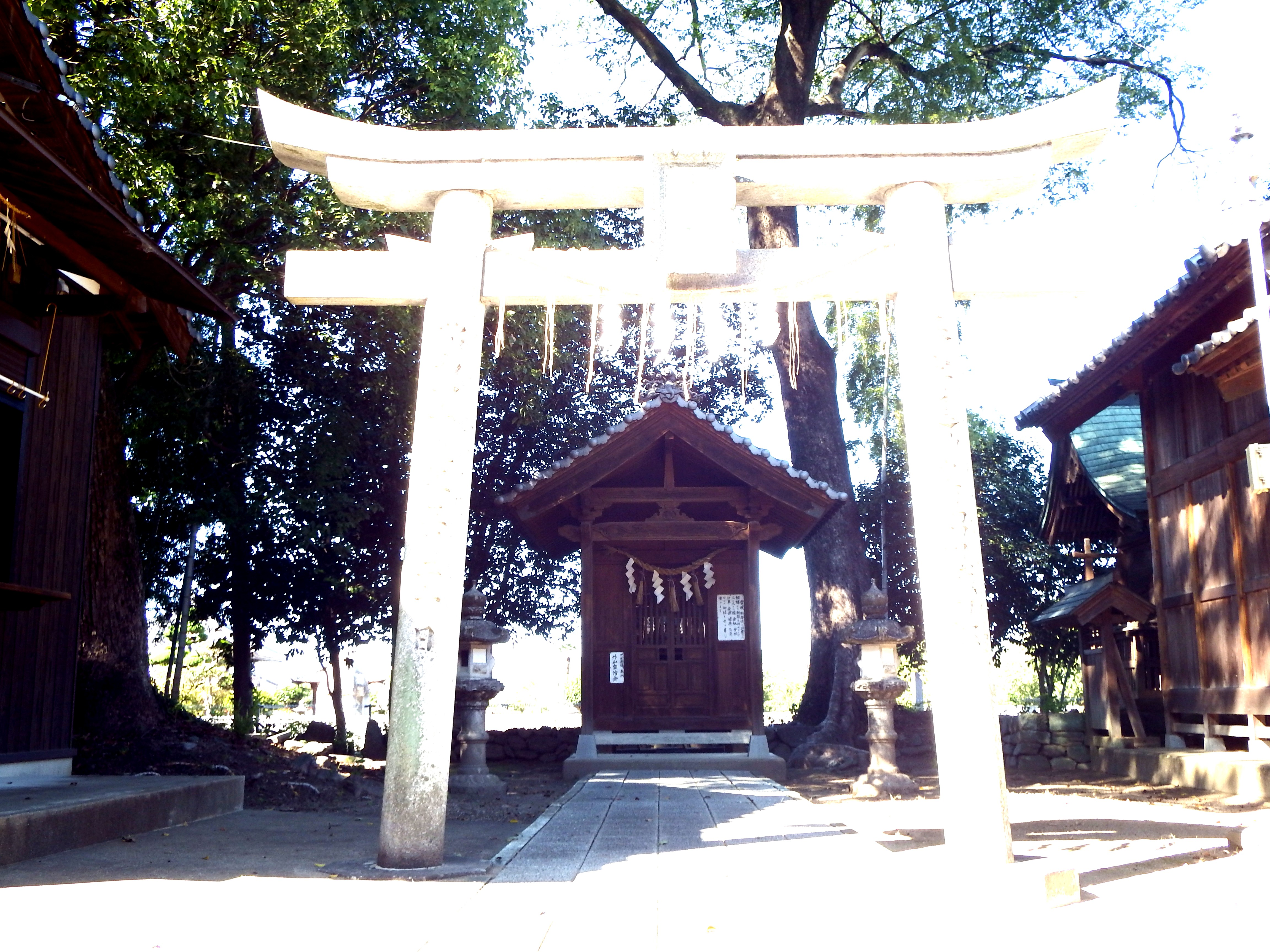
出雲神社
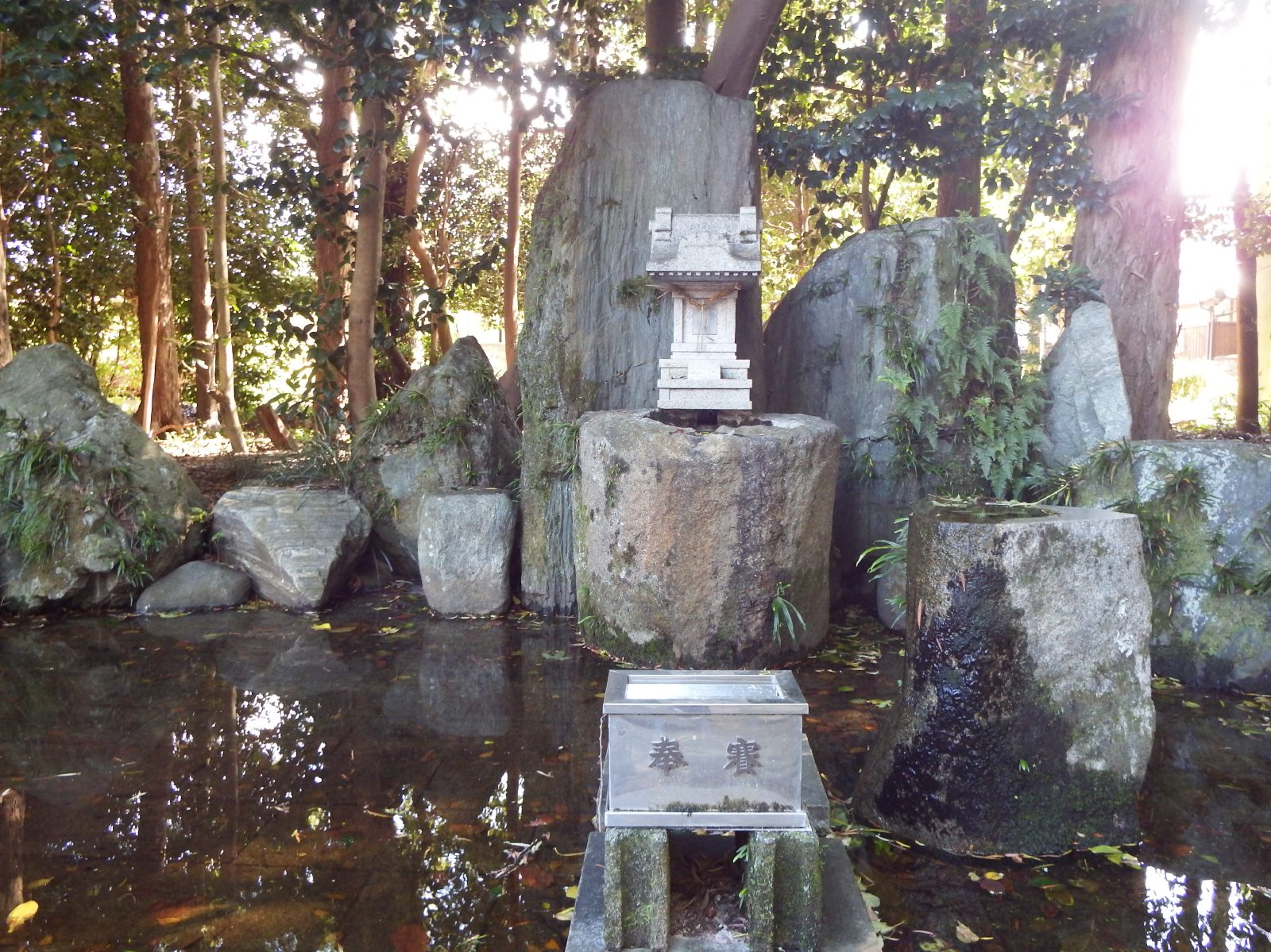
水神社
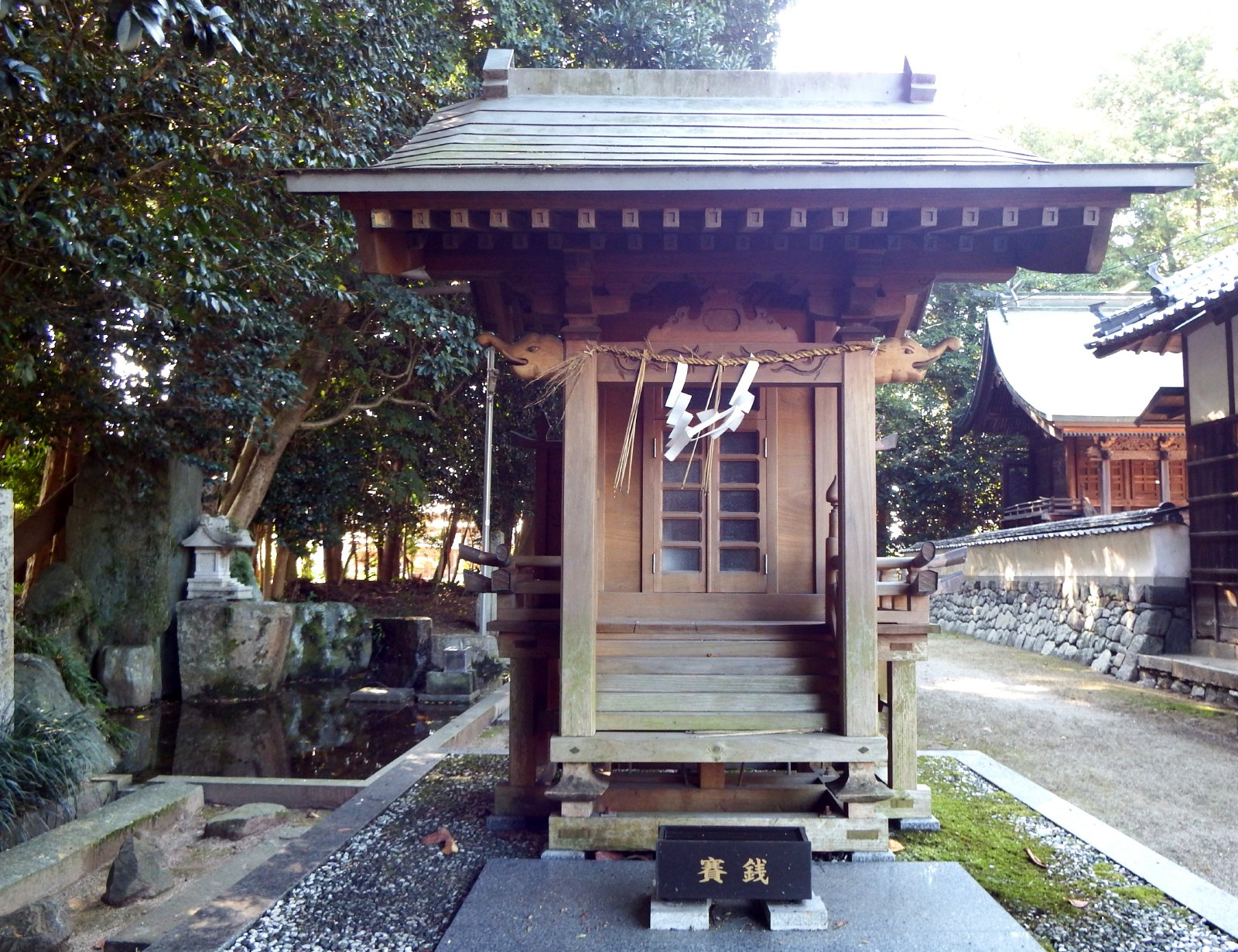
稲荷神社
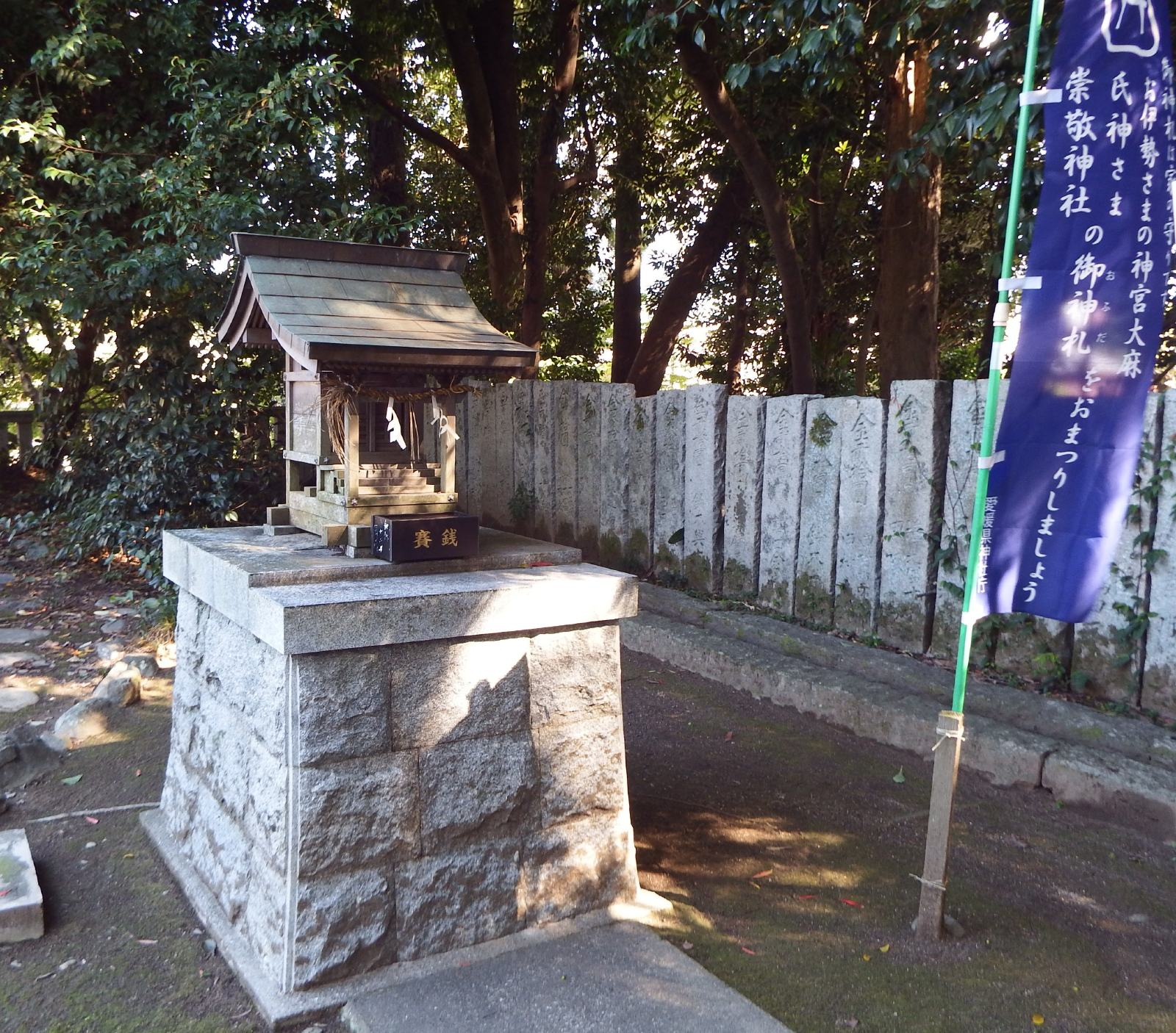
伊勢神宮遥拝処
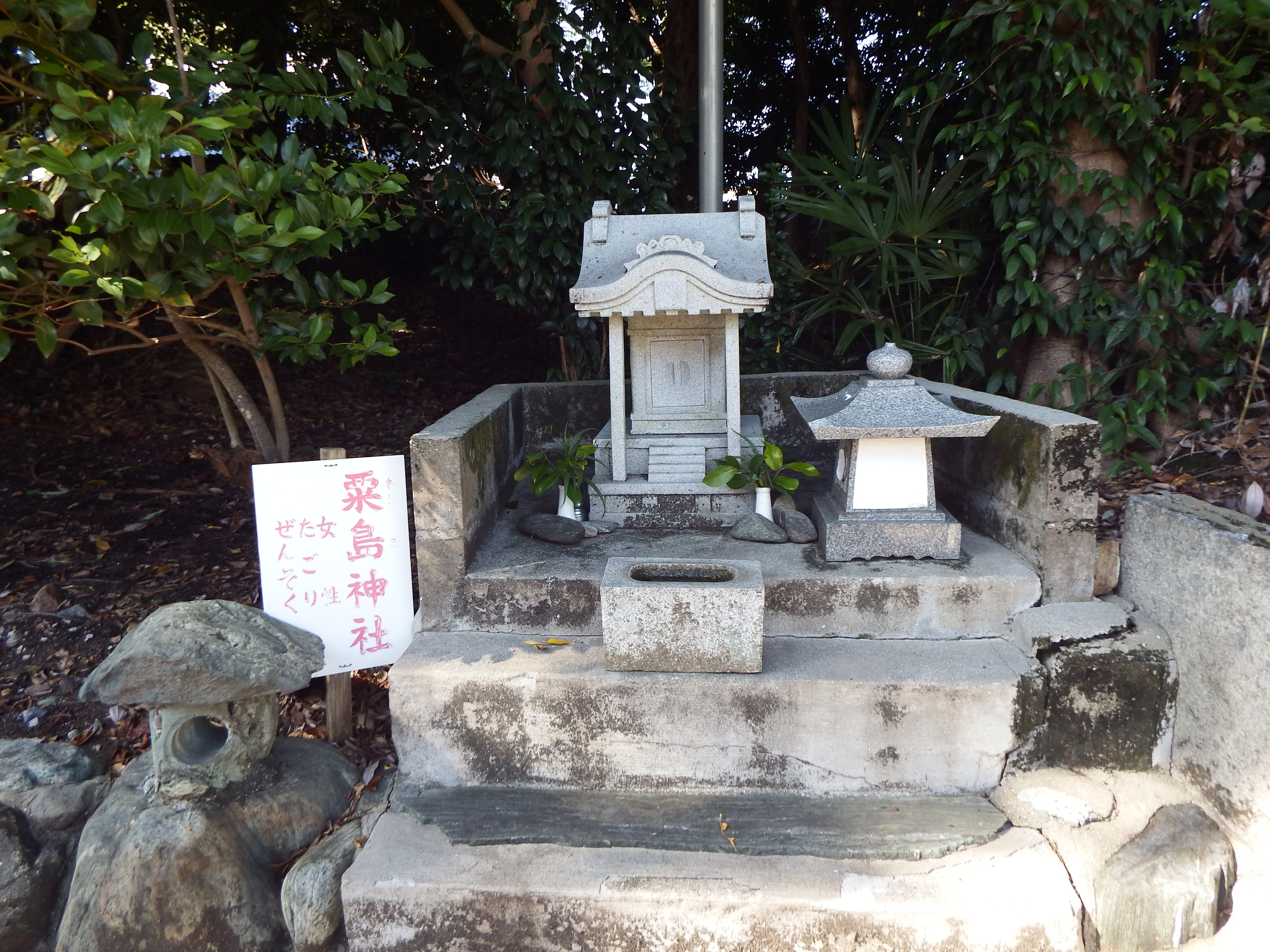
粟島神社

## 年中行事
- 歳旦祭　1月1日（初詣）
- 年賀厄除け祈願祭　2月
- 春祭り　4月15日（新居浜市立泉川中学校創立記念奉納相撲大会）
- 夏祭り（夏越祭・みこたまさん）　7月24日
  - 和霊さんのお祭りを「みこたまさん」といい昭和40年頃までは旧暦7月24日に行われていたが、現在は新暦7月24日に行われている。
- 秋季例大祭　10月16 - 18日（神輿渡御　10月18日）
- 七五三詣　11月
- 除夜祭　12月31日
- 各種御祈願・御祈祷を行っている。

## 交通案内
国道11号線の国領川橋の西側の最初の信号交差点を北へ約500ｍ。かつて当社の別当寺であった隆徳寺に隣接している。行事の無いときは境内左側に数台駐車可。

## 周辺の神社

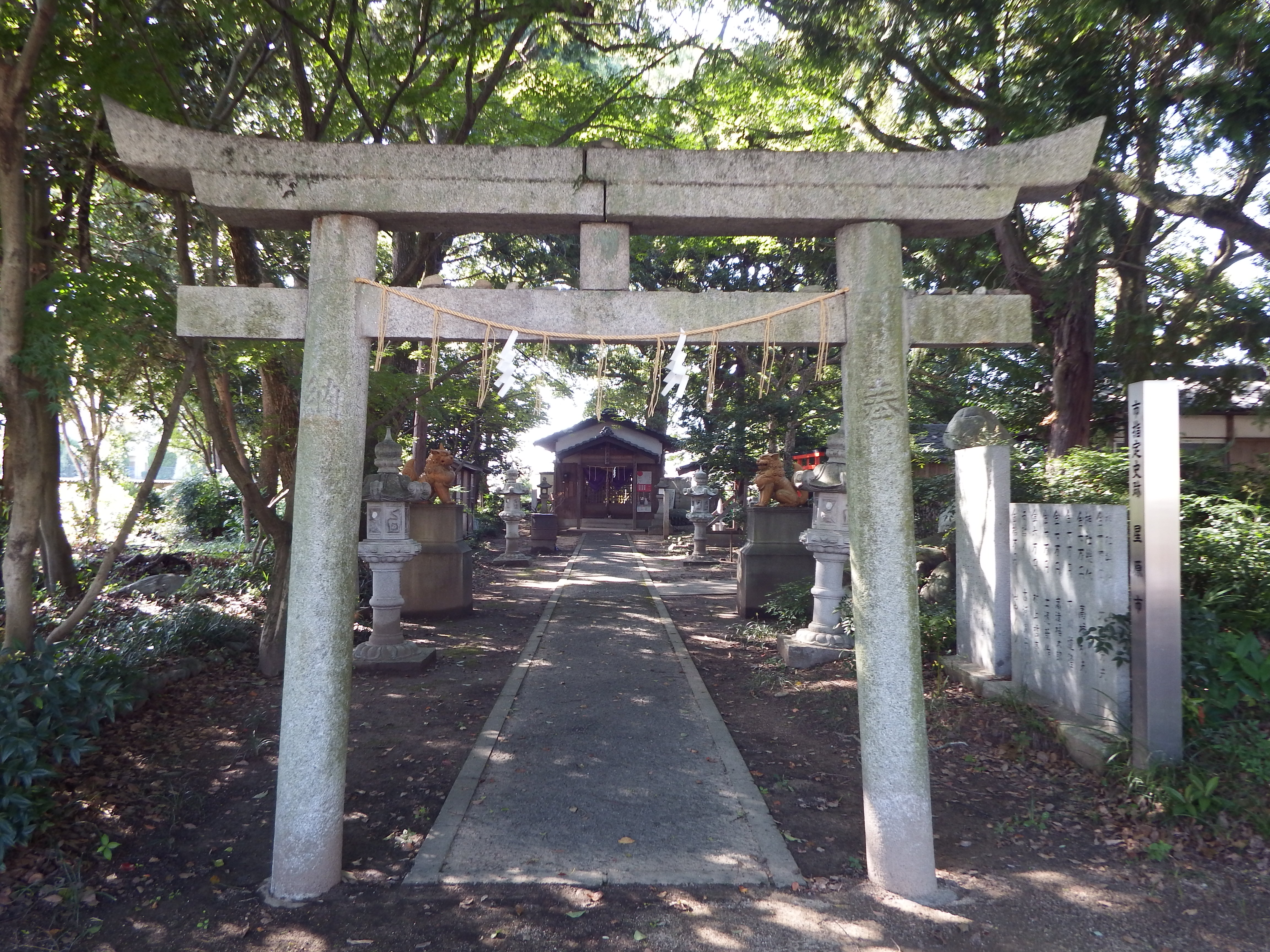
真星神社

- 真星神社（星原町）

真星二字にて、ほしと訓ずという。昔、星隕て石となり、そこを星の久保という。市の祠より三町ばかり戌亥の方にあたる。この祠の神体は、丸き石にて、昔、星隕て石となりしという。その石なりという。さし渡し六寸余もありて、大きさよりは重し。大同三年（808・戊子）の棟札あり。大同は、平城帝の世の年号。この外天禄・大治・文禄の年の棟札あり。祭神は天津甕星命（あまつみかほしのみこと）。境内社：祇園神社、稲荷神社、星の宮の狸さん。
このあたりに星原市（昭和52年4月7日新居浜市指定史跡）があり、昭和初頭まで栄えていた。昭和57年（1982年）に新築になった神社境内で昭和58年（1983年）に復活をして、子供奉納相撲大会と共に、盛大に市を実施している（8月第１日曜日）。
- 外山神社（外山町）
- 黒土八幡神社（下泉町）
- 十郎神社（坂井町）
- 若宮八幡宮（下泉町）
- 天神社（岸ノ上町）